# Pattinaggio di velocità ai XXI Giochi olimpici invernali - 1500 m maschile
La gara dei 1500 m maschile ai XXI Giochi olimpici invernali si è svolta il 20 febbraio 2010 al Richmond Olympic Oval, ed è stata vinta dall'olandese Mark Tuitert.
Il detentore del titolo era l'italiano Enrico Fabris.

## Record
Prima di questa competizione, i record erano i seguenti.
| Record mondiale | Shani Davis ( Stati Uniti) | 1'41"04 | Salt Lake City      | 11 dicembre 2009 |
| Record olimpico | Derek Parra ( Stati Uniti) | 1'43"95 | Salt Lake City 2002 | 19 febbraio 2002 |

## Risultati
| Pos. | Batteria | Nome                      | Nazione       | Tempo   | Distacco |
| ---- | -------- | ------------------------- | ------------- | ------- | -------- |
|      | 17       | Mark Tuitert              | Paesi Bassi   | 1'45"57 | -        |
|      | 19       | Shani Davis               | Stati Uniti   | 1'46"10 | +0"53    |
|      | 17       | Håvard Bøkko              | Norvegia      | 1'46"13 | +0"56    |
| 4    | 16       | Ivan Skobrev              | Russia        | 1'46"42 | +0"85    |
| 5    | 14       | Mo Tae-Bum                | Corea del Sud | 1'46"47 | +0"90    |
| 6    | 18       | Chad Hedrick              | Stati Uniti   | 1'46"69 | +1"12    |
| 7    | 10       | Simon Kuipers             | Paesi Bassi   | 1'46"76 | +1"19    |
| 8    | 12       | Mikael Flygind Larsen     | Norvegia      | 1'46"77 | +1"20    |
| 9    | 16       | Denny Morrison            | Canada        | 1'46"93 | +1"36    |
| 10   | 15       | Enrico Fabris             | Italia        | 1'47"02 | +1"45    |
| 11   | 13       | Yevgeny Lalenkov          | Russia        | 1'47"06 | +1"49    |
| 12   | 13       | Matteo Anesi              | Italia        | 1'47"34 | +1"77    |
| 13   | 8        | Sven Kramer               | Paesi Bassi   | 1'47"40 | +1"83    |
| 14   | 15       | Mathieu Giroux            | Canada        | 1'47"62 | +2"05    |
| 15   | 14       | Trevor Marsicano          | Stati Uniti   | 1'47"84 | +2"27    |
| 16   | 18       | Stefan Groothuis          | Paesi Bassi   | 1'48"03 | +2"46    |
| 17   | 12       | Konrad Niedźwiedzki       | Polonia       | 1'48"15 | +2"58    |
| 18   | 9        | Brian Hansen              | Stati Uniti   | 1'48"45 | +2"88    |
| 19   | 19       | Lucas Makowsky            | Canada        | 1'48"61 | +3"04    |
| 20   | 7        | Christoffer Fagerli Rukke | Norvegia      | 1'48"62 | +3"05    |
| 21   | 8        | Aleksey Yesin             | Russia        | 1'48"65 | +3"08    |
| 22   | 4        | Lee Jong-Woo              | Corea del Sud | 1'49"00 | +3"43    |
| 23   | 11       | Denis Kuzin               | Kazakistan    | 1'49"05 | +3"48    |
| 24   | 9        | Joel Eriksson             | Svezia        | 1'49"08 | +3"51    |
| 25   | 2        | Daniel Friberg            | Svezia        | 1'49"13 | +3"56    |
| 26   | 10       | Teruhiro Sugimori         | Giappone      | 1'49"19 | +3"62    |
| 27   | 11       | Zbigniew Bródka           | Polonia       | 1'49"45 | +3"88    |
| 28   | 7        | Johan Röjler              | Svezia        | 1'49"50 | +3"93    |
| 29   | 3        | Fredrik van der Horst     | Norvegia      | 1'49"58 | +4"01    |
| 30   | 6        | Shingo Doi                | Giappone      | 1'49"77 | +4"20    |
| 31   | 2        | Ha Hong-Sun               | Corea del Sud | 1'49"93 | +4"36    |
| 32   | 3        | Samuel Schwarz            | Germania      | 1'50"07 | +4"50    |
| 33   | 4        | Pascal Briand             | Francia       | 1'50"71 | +5"14    |
| 34   | 6        | Gao Xuefeng               | Cina          | 1'50"78 | +5"21    |
| 35   | 5        | Sun Longjiang             | Cina          | 1'51"30 | +5"73    |
| 36   | 1        | Aleksandr Lebedev         | Russia        | 1'52"09 | +6"52    |
| 37   | 5        | Kyle Parrott              | Canada        | 1'52"67 | +7"10    |